# لا تخبروا ألفريد (رواية)
لا تخبروا ألفريد هي رواية للكاتبة الإنجلزية نانسي ميتفورد، نشرت لأول مرة في 1960 من قبل دار هاميش هاملتون.

## معلومات النشر
- ميتفورد , نانسي. «لا تخبروا ألفريد». 1960, لندن (ISBN 0881845973) .

## وصلات خارجية
- The Official Nancy Mitford Website